# Прива (округ)
Округ Прива (фр. Arrondissement de Privas) — округ у Франції, в департаменті Ардеш. 2023 року округ об'єднував 66 муніципалітетів, населення становило 85 914 особи.
Адміністративний центр (супрефектура) — Прива.

## Муніципалітети
Список муніципалітетів округу та їхні коди INSEE:
1. Ажу
2. Алісса
3. Альба-ла-Ромен
4. Бе
5. Бідон
6. Бовен
7. Бошастель
8. Бур-Сент-Андеоль
9. Вальвіньєр
10. Вейра
11. Верну-ан-Віваре
12. Вів'є
13. Глюїра
14. Гра
15. Гурдон
16. Дюньєр-сюр-Ейр'є
17. Жильак-е-Брюзак
18. Крейссей
19. Крюа
20. Ку
21. Ла-Вульт-сюр-Рон
22. Ларна
23. Ле-Пузен
24. Ле-Тей
25. Лез-Ольєр-сюр-Ейр'є
26. Ліа
27. Марколь-лез-О
28. Мейсс
29. Обінья
30. Пранль
31. Прива
32. Пуршер
33. Ромпон
34. Рошмор
35. Рошсов
36. Сен-Бозій
37. Сен-Венсан-де-Барре
38. Сен-Венсан-де-Дюрфор
39. Сен-Жан-Шамбр
40. Сен-Жульєн-дю-Гюа
41. Сен-Жульєн-ан-Сент-Альбан
42. Сен-Жульєн-ле-Ру
43. Сен-Жуст-д'Ардеш
44. Сен-Лаже-Брессак
45. Сен-Лоран-дю-Пап
46. Сен-Марсель-д'Ардеш
47. Сен-Мартен-д'Ардеш
48. Сен-Мартен-сюр-Лавзон
49. Сен-Мішель-де-Шабріяну
50. Сен-Монтан
51. Сен-Морис-ан-Шаланкон
52. Сен-П'єрр-ла-Рош
53. Сен-Пріє
54. Сен-Семфор'ян-су-Шомерак
55. Сен-Совер-де-Монтагю
56. Сен-Сьєрж-ла-Серр
57. Сен-Томе
58. Сен-Фортюна-сюр-Ейр'є
59. Сент-Аполлінер-де-Р'я
60. Сент-Етьєнн-де-Серр
61. Сіяк
62. Флавіак
63. Фрейссене
64. Шаланкон
65. Шатонеф-де-Верну
66. Шомерак